# محمد باشا الصوفي
محمد باشا الصوفي (بالتركية: Sofu Mehmed Paşa)‏ كان الصدر الأعظم للدولة العثمانية في الفترة ما بين 8 أغسطس 1648 حتى 21 مايو 1649 . في فترة حكم السلطان إبراهيم الأول و ابنه السلطان محمد الرابع. 

## وفاته
تُوفي في أغسطس 1649 بمدينة مالكرا بالإعدام. 